# Альфред Фельбер
Альфред Фельбер (19 вересня 1886 — 10 квітня 1967) — швейцарський академічний веслувальник.
Олімпійський чемпіон 1924 року в складі розпашної двійки зі стерновим, бронзовий призер 1920 року в складі розпашної двійки зі стерновим.
Чемпіон Європи 1922, 1924 років у складі розпашної двійки зі стерновим, срібний призер 1913, 1920 років у складі розпашної двійки зі стерновим.